# Ester Brisman
Ester Brisman, född Carlberg 23 januari 1881 i Göteborgs domkyrkoförsamling, Göteborgs och Bohus län, död 17 mars 1956 i Sankt Matteus församling, Stockholms stad, var en svensk redaktör och rösträttskvinna. Hon var redaktör och ansvarig utgivare för Rösträtt för kvinnor.

## Biografi
Ester Brisman föddes 1881 i Göteborg, då med efternamnet Carlberg. Hennes far var postkontrollören Andreas Carlberg. 1900 avlade Ester Brisman studentexamen, och blev 1903 filosofie kandidat vid Göteborgs högskola. Efter sin examen var hon verksam vid Svenska Akademiens ordbok liksom vid Stadsbiblioteket Göteborg.
Ester Brisman var suppleant och sedermera sekreterare i Landsföreningen för kvinnans politiska rösträtts verkställande utskott, och även sekreterare i centralstyrelsen. Mellan 1913 och 1914 var hon redaktör för Rösträtt för kvinnor, och ansvarig utgivare mellan 1913 och 1919. Gurli Hertzman-Ericson efterträdde henne som redaktör 1915. Brisman skrev även återkommande i Dagny.
1906 gifte hon sig med Sven Brisman, professor i nationalekonomi vid Handelshögskolan i Stockholm.